# گدانی
گدانی (به انگلیسی: Gadani) یک شهر در پاکستان است که در ناحیه لسبیله واقع شده‌است. گدانی ۱۰٬۰۰۰ نفر جمعیت دارد.